# Le Danube bleu (film, 1932)
Pour l’article homonyme, voir Le Danube bleu.
Le Danube bleu (The Blue Danube) est un film britannique réalisé par Herbert Wilcox et sorti en 1932, simultanément en version anglaise et allemande.

## Synopsis
Un tsigane hongrois quitte sa fiancée pour une comtesse.

## Fiche technique
- Réalisation : Herbert Wilcox
- Assistant réalisateur : Max de Rieux
- Scénario : Miles Malleson
- Production : 	Herbert Wilcox
- Photographie : Freddie Young
- Montage : Michael Hankinson
- Musique : Alfred Rode
- Production :
  - Gaumont-British Picture Corporation
  - British & Dominions Film Corporation
- Distribution : Woolf & Freedman Film Service (UK)
- Durée : 72 minutes
- Date de sortie : 11 janvier 1932

## Distribution
- Chili Bouchier : Yutka
- Brigitte Helm : Comtesse Gabriella Kovacs
- Joseph Schildkraut : Sandor
- Desmond Jeans : Johann
- Alfred Rode and His Royal Tzigane Band : Gypsy Band
- Patrick Ludlow : Companion
- Léonide Massine : Danseur
- Nikitina : Danseuse

## Production
Le réalisateur Herbert Wilcox a écrit dans ses mémoires qu'il a réalisé ce film parce qu'il était frustré de ne faire que des films basés sur des pièces de théâtre. Il voulait faire des films parlants, mais ne comportant pas trop de dialogues. La version doublée est d'ailleurs considérée comme réussie.